# Lugdunum (software)
Eserver, conosciuto anche come Lugdunum dal nome del suo sviluppatore, è un software utilizzato per ospitare quasi tutti i server ed2k.
È distribuito gratuitamente ma non è open source per limitare la creazione di server fasulli. È stato ottenuto tramite il reverse engineering dall'originaria MetaMachine eDonkey fino alla versione 16.38, dalla versione 16.40 il codice è stato completamente riscritto. Il suo sviluppo è terminato nel 2007.
L'ultima versione pubblicata prima dell'interruzione dello sviluppo è la 17.15.

## Versioni di Lugdunum e cambiamenti principali[2]
- 16.38: Ultima versione basata sul software originale della MetaMachine.
- 16.40: Client completamente riscritto in C. Versioni per Win32 e macchine x64. Supporto di zlib e file maggiori di 2GB. Vari accorgimenti per limitare il volume del traffico.
- 16.41: Risoluzione di un problema di prestazioni per macchine senza epoll. Possibilità di usare un daemon per aggiungere/rimuovere regole firewall.
- 16.42: Bug fix per macchine Unix senza epoll
- 16.43: Bug fix per macchine Unix senza epoll
- 16.44: Miglior uso di server multiprocessore. Rilevazione di bug dei client connessi. Migliorie alle ricerche. Port per Mac OS X e Darwin 6.
- 16.45 (31 marzo 2004): Miglioramenti all'uso multiprocessore. Port per Linux x86 e x64 e IBM S390.Nuova modalità per la gestione della memoria. Zlib aggiornato alla versione 1.2.1
- 16.46 (26 aprile 2004): Supporto per la ricerca tramite l'hash del file. Aggiunta della compressione dei tag (introdotta in emule 0.42f)
- 16.47 (19 luglio 2004): Miglioramenti alla ricerca. Protezione dai client fake. Introduzione dell'IPfilter.
- 16.48 (20 agosto 2004): Correzione di bug dell'ipfilter.
- 16.49 (30 agosto 2004): Correzione di bug delle ricerche nella versione linux 32 bit.
- 17.1 (1º dicembre 2004): Supporto Unicode. Supporto ip-to-country per l'invio di un messaggio di benvenuto specifico per un paese. Supporto storia ed2k.
- 17.2 (5 gennaio 2005): Introduzione del limite di connessioni per ogni IP. Correzione bug nelle ricerche e nella funzione comunità.
- 17.3 (15 febbraio 2005): ZLIB aggiornato alla versione 1.2.2. Miglioramenti alla ricerca e al protocollo ed2k.
- 17.4 (18 maggio 2005): Ignora eserver con versioni software precedenti la 17.3. Miglioramenti alla ricerca. Alcuni bug fix.
- 17.5 (10 luglio 2005): Aggiunta delle ricerche correlate. Supporto emulecollection (introdotto in emule 0.46b). Zlib aggiornato alla versione 1.2.2.2
- 17.6 (5 agosto 2005): Supporto al filerating (commento e voto dei file). Ignora eserver con versioni software precedenti la 17.4. Tag paese per il server.
- 17.7 (16 settembre 2005): Introduzione dell ricerche con più estensioni file. Ignora eserver con versioni software precedenti la 17.5. Zlib aggiornato alla versione 1.2.3
- 17.8 (19 gennaio 2006): Supporto per file maggiori d 4GB (introdotto in emule 0.47a). Ignora eserver con versioni software precedenti la 17.6
- 17.9 (20 gennaio 2006): Hotfix bug ricerca.
- 17.10 (12 aprile 2006):Hotfix e miglioramenti ricerca.
- 17.11 (29 maggio 2006): Miglioramenti all'uso dei server multiprocessore. Rimozione ricerche correlate.
- 17.12 (5 agosto 2006): Miglior supporto storia ed2k. Reintroduzione delle ricerche correlate.
- 17.13 (10 settembre 2006): Supporto all'offuscamento del protocollo (introdotto in emule 0.47b)
- 17.14 (21 ottobre 2006): Cambiamenti nelle comunicazioni tra server e nei conflitti di dimensione (stesso hash del file, dimensioni diverse). Miglioramenti alla ricerca correlata.
- 17.15 (Settembre 2007): Miglioramenti nell'invio di ping ai client.[3]